# 오를란도 (헨델)
오를란도(Orlando, HWV 31)는 3막의 오페라 세리아로 헨델의 마법을 다룬 오페라 중 하나이다. 이탈리아어로 작성된 대본은 루도비코 아리스토의 서사시인 성난 오를란도(Orlando furioso)에 기초하였고, 역시 헨델의 오페라인 알치나와 아리오단테의 원천이 되었다.
오르란도는 1733년 1월 27일 런던의 King's Theatre, Haymarket에서 초연되었다. 10번의 공연이 있었지만, 그 후에는 상연되지 않았다. 그 후 첫 번째 근대의 공연은 1959년 5월 6일 옥스퍼드셔, 아빙던의 유니콘 극장에 상연되었다.
런던의 로열 오페라단이 2007년 2월에 오를란도를 공연하기로 되어있다. 로열 오페라 단의 잡지인 'About the House'에서 오를란도의 광란의 장면을 헨델의 결과물에서 가장 놀랄 만한 작품 중의 하나'라 평했다.

## 등장인물과 초연시 가수들
- 오를란도 - 기사, (알토 카스트라토) /세네시노
- 안젤리카, 카타이의 여왕, (소프라노) /[안나 마리아 스트라다
- 메도로, 아프리카 왕자 (알토) /프란체스카 베르톨리
- 도린다 양치기 처녀, (소프라노) /첼레스테 지스몬디
- 조로아스트로, 마법사 (베이스) /안토니오 몬타그나나

## 줄거리
오를란도는 샤를 마뉴 대제 통치에 있는 유명한 군인으로, 이교도 공주인 안젤리카를 향해 사랑의 열병을 앓는다. 사실 그녀는 메도로와 사랑에 빠졌지만, 오를란도는 그 사실을 받아들이지 못하고, 광기로 내몰린다. 마법사 조로아스트로가 오를란도가 수라장을 일으키는 것을 막으려고 한다.
이 오를란도의 역은 본디 위대한 알토 카스트라토인 세네시노를 위해 작곡되었다. 오늘날에는 이 역은 일반적으로 카운터테너가 맡아 부른다. 메도로의 역은 원래 알토 가수가 부르지만, 메조 소프라노가 부른다. 이 작품은 항시 올려지는 것은 아니지만 현재 공연 레파토리에 남아있다.